# 本覚
本覚（ほんがく）とは、本来の覚性（かくしょう）ということで、一切の衆生に本来的に具有されている悟り（＝覚）の智慧を意味する。如来蔵や仏性をさとりの面から言ったものと考えられる。平たく言えば、衆生は誰でも仏になれるということ、あるいは元から具わっている（悟っている）ことをいう。
主に天台宗を中心として仏教界全体に広まった思想と考えられ、今日では本覚思想、天台本覚思想とも称されている。

## 概要
本覚とは、大意としては、衆生は誰でも仏になれるということ、あるいは、人間はもともと仏性を具えているということである。
用語としては『金剛三昧経』などに見られるが、後代の論書のように精緻な理論付けはない。
理論付けとなる仏典としては、真諦訳とされる『大乗起信論』の用例が基本的なものである。
院政期以降、戒（戒律）・定（禅定、ヨーガ）・慧の三学のうち、慧学のみを重んじ、戒・定の実践を軽視する風潮が強まり、天台宗において本覚思想として現れ、比叡山延暦寺の僧兵はこれにより清水寺焼き討ち（強訴）などの悪行を正当化した。こうした無秩序な状況をなんとかしようと、改革派の禅僧・律僧が登場したと考えられている。

## 本覚思想と日本仏教
上述の通り、この本覚思想は、衆生の誰もが本来、如来我・真我・仏性を具えている（本来、覚っている）が、生まれ育つと次第に世間の煩悩に塗（まみ）れていき、自分が仏と同じ存在であることがわからなくなる、ということである。もちろん、これは無明と共に輪廻が始まるとする釈迦の教説とは全く相反するものである。
しかし、この本覚思想は、時代を経ると後々に他の教理と関連付けられ、新たな解釈を生むことになる。すなわち、人間は誰もが悟っているのだから修行する必要もなければ戒律も守る必要がない、凡夫は凡夫のままでよい、などという急進的な解釈がされるようになった。これは、最澄撰である（偽撰との説もある）『末法燈明記』の「末法には、ただ名字（みょうじ）の比丘のみあり。この名字を世の真宝となして、さらに福田なし。末法の中に持戒の者有るも、すでにこれ怪異なり。市に虎有るが如し。これ誰か信ずべきや」がよく引用されるようになったことに由来すると考えられている。「凡夫を即時的に如来と同一視し、罪業や悪を恐れず修行も無用」とする議論が特徴であった。
鎌倉仏教と天台本覚思想との関連については、鎌倉仏教が天台本覚思想を否定することによって成立したという見方がごく近年になって、新奇な注目を浴びるようになった。しかし、これは、伝統的見方ではない。これらは、主にいわゆる奈良仏教学派よりの鎌倉仏教への遅すぎた反撃ともいえるものである。。伝統的には、鎌倉仏教は天台本覚思想の発展とする考え方であり、従来から、島地大等や宇井伯寿ら仏教学者によっても唱えられている。とくに島地は、日本には「哲学」がないと説いた中江兆民に対して、「哲学なき国家は精神なき死骸である」と述べて批判し、日本独自の「哲学」を代表するものとして本覚思想を掲げている。

### 本覚思想と鎌倉仏教
鎌倉時代中期、当時の比叡山は本覚思想・末法思想の教えがさかんで、その教義をもって念仏など新興の仏教運動が登場する。いわゆる鎌倉仏教である。
当時は念仏を多く唱えれば救われる確率が高まるといったような思想があったが、法然は1回で良いとし、親鸞は阿弥陀如来を信じるだけで良いとした。
日蓮を祖とする宗派では、文献や経典などから「末法無戒」を説き、釈迦在世の細かい戒律などは末法の世では無益であり何の役にも立たない、とする。したがって、題目を唱えることが受持即持戒であるとした。
ただしこの文章（文脈）では、日蓮が「名字即菩提」などと、「名字」の語義に注目し「煩悩即菩提」などと同じく、「名字即（初めて正法を聞いて一切の法はみな仏説であると覚る位）」による転換を指し示したもので、単なる戒律を否定したものではない、あるいは「末法無戒」とは釈尊の法や戒律が末法では通用しないので、本仏である日蓮が明かした金剛宝器戒こそが末法に於ける戒律である、等々さまざまな説を生むきっかけとなった。

### 悪の軽視の問題と山王神道
衆生を含む一切万象（現象世界）の生成原理を真如（仏性）とみる本覚思想では、真如は絶対的な善であるため、悪は相対的な仮象となり悪の問題はアポリアとならざるを得ず、悪が直視されず軽んじられるという難点があった。『平家物語』では、比叡山の僧兵が、「罪業本ヨリ所有ナシ。妄想顚倒ヨリ起ル。心性源清ケレバ、衆生即仏也。」と謳って清水寺焼き討ちの暴挙に出る姿が描かれている。
鎌倉後期の比叡山は、本覚思想で己の蛮行を正当化した僧兵の増長で、伝統的秩序が崩壊しつつあったといわれる。こうした状況の中、改革派の禅僧・律僧が登場していくが、延暦寺で戒律復興運動（円頓戒）を担い「戒家」を名乗った恵尋は、秩序の復興を目指し、日吉社・山王信仰の神で、裁く神、祟り悪を罰する神、託宣する神である荒々しいシャーマニックな十禅師に円頓戒の本質（「悪を止め、善を修する力の根源」であり、戒の本質、戒律の生命である戒体）を見出し、本覚思想における悪の問題の軽視の対策として十禅師を重視し、山王神道の教説を構築した。

### 本覚思想と邪教
異教の教えとされた密教系の「彼の法」集団や天台宗系の玄旨帰命壇も、タントラ的な性交を以って即身成仏を体現するといわれる。そのため一般的には淫祠邪教として危険視されたが、この本覚思想の影響を少なからず受けているという指摘がされている。特に「彼の法」集団は、『理趣経』に説かれる自性清浄（経本では如来蔵の仏性や菩提心を指すが、これを一種の「本覚思想」と見ることもできる）がベースとなっている。